# 瀬谷ルミ子
瀬谷ルミ子（せや るみこ、1977年2月23日 - ）は、認定NPO法人Reach Alternatives（REALs）の理事長、株式会社JCCP M取締役。
現在はREALsにてアフガニスタン、ケニア、南スーダン、ソマリア、トルコ、シリアで紛争とテロの予防事業、女性を紛争解決の担い手として育成する事業、緊急支援などに携わる。世界の紛争地の復興、治安改善、兵士の武装解除・動員解除・社会復帰（DDR）が専門。
過去にルワンダ、アフガニスタン、シエラレオネ等にて国連PKO職員、外交官、NGO職員として勤務。

## 人物
群馬県桐生市新里町生まれ。
群馬県立前橋女子高等学校3年生の時に新聞で見たルワンダ虐殺の写真をきっかけに、紛争解決を職業とすることを志す。
中央大学総合政策学部国際政策文化学科卒業後、イギリスのブラッドフォード大学平和学部に進学。
大学院の修士課程在学中に、秋野豊賞を受賞する。
ブラッドフォード大学紛争解決学修士課程修了。修士号を取得し大学院修了後、ルワンダでNGO職員として働いた。
2002年にシエラレオネの国連PKOに勤務、除隊兵士の社会復帰を行った。
2003年からアフガニスタンの日本大使館において、軍閥の武装解除を担当した。
2006年にコートジボワールの国連PKOで武装解除を担当した。
2007年に特定非営利活動法人 日本紛争予防センター(現: Reach Alternatives) の事務局長に就任。ソマリア、南スーダン、ケニアなどで紛争予防活動を行うほか、アフリカのＰＫＯの軍人、警察、文民の訓練カリキュラム立案や講師も務める。
2013年より同理事長に就任、同時にアフリカをはじめとする途上国への日本企業進出の支援を行うJCCP M株式会社を設立し取締役に就任。

## 受賞歴
- 2011年、日本版ニューズウィーク誌の「世界が尊敬する日本人25人」に選出、「日経ウーマン・オブ・ザ・イヤー2012」準大賞を受賞[5]
- 2012年、 週刊雑誌ＡＥＲＡ「日本を立て直す100人」、日経ビジネス「未来を創る100人」に選出[5]
- 2013年、エイボン女性年度賞大賞受賞、週刊ＡＥＲＡ「2020年の主役50人」に選出
- 2015年、イギリス政府によるInternational Leaders Programmeに選出、高校英語教科書「CROWN English Communication Ⅲ」（三省堂）に掲載：Lesson5 “Only a Camera Lens between Us”
- 2022年、The New York Times「世界に影響を与えた10人の女性」に選出[6]

## 経歴
- 2002年から2003年 - 国連シエラレオネ派遣団（UNAMSIL）、武装解除・動員解除・社会復帰（DDR）担当官
- 2003年から2005年 - アフガニスタンの日本大使館で外務省職員として武装解除・動員解除・社会復帰（DDR）を担当
- 2006年から2007年 - 国連コートジボワールミッション（UNOCI）武装解除・動員解除・社会復帰（DDR）担当官
- 2007年から2013年 - 特定非営利活動法人 日本紛争予防センター(現: Reach Alternatives)事務局長
- 2013年7月から現在 - 特定非営利活動法人 日本紛争予防センター(現: Reach Alternatives) 理事長

## その他役職
- NHK国際放送番組審議員(2012～2016)
- アーツ前橋評議員(2013～)
- 21 世紀構想懇談会（戦後70年談話の有識者会議）委員（2015年）
- 沖縄平和賞選考委員[7]

## 著書
- 職業は武装解除[8]（2011年、朝日新聞出版(2015年に文庫化)）ISBN 978-4022507464
- 世界を拓くリーダーたちへ [9]（2015年、アイハウスプレス、猪木武徳・近藤正晃ジェームス・瀬谷ルミ子編著） ISBN 978-4-903452-26-5

## メディア
- NHK『プロフェッショナル 仕事の流儀』 第116回「銃よ、憎しみよ、さようなら」武装解除 瀬谷ルミ子(2009年4月21日)[1]
- テレビ東京『この日本人がスゴイらしい。 Brand New Japan』(2010年10月22日)
- ニューズウィーク『世界が尊敬する日本人25人』（2011年5月）
- TBS『サンデーモーニング』（2013年- 不定期出演）
- TBS 『夢の扉+』（2016年2月5日）

## 参照
- 産經新聞すごいぞ日本取材班「世界に飛び込む」『すごいぞ日本』、産經新聞社、2009年、179-191頁
- 「ひと」『朝日新聞』2008年8月13日付朝刊、第2面。
- 「ニューズウィーク日本版」、阪急コミュニケーションズ、2011年5月18日号、52－53頁